# Tranvia di Valenza
La tranvia di Valenza era una linea tranviaria a trazione elettrica che collegava il centro della città piemontese alla sua stazione ferroviaria, posta fuori dall'abitato, in esercizio dal 1914 al 1947.

## Storia

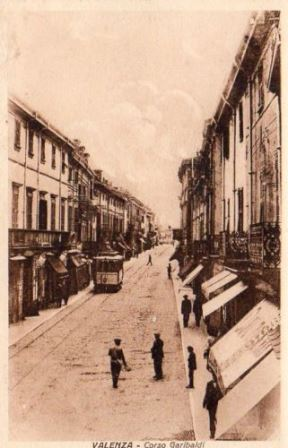
Il tram lungo corso Garibaldi

Con l'attivazione della linea ferroviaria Alessandria-Novara-Arona (1854) la città di Valenza ebbe la sua stazione ferroviaria, posta però ad alcuni chilometri di distanza dal centro urbano.
Nei decenni successivi si avanzarono così diverse proposte per un collegamento della stazione con la città, che però non si concretizzarono.
Finalmente, nel 1906 fu costituita la Società Tramviaria Valenzana (STV), presieduta da Pietro Caniggia, uno dei suoi fondatori, che redasse il progetto per una linea tranviaria a trazione elettrica, e con regio decreto n. 1262 del 12 ottobre 1913 veniva approvata e resa esecutiva la convenzione 30 giugno stesso anno per "la concessione alla Società Tramviaria Valenzana della costruzione ed esercizio della tramvia a trazione elettrica Valenza città-Valenza stazione ferroviaria".
La linea fu costruita rapidamente ed attivata il 3 giugno 1914.
Per tutti gli anni venti e trenta la linea fu interessata da buoni livelli di traffico, tanto da rendersi necessario l'acquisto di una vettura dall'ATM di Milano in aggiunta alle due già esistenti; dopo lo scoppio della seconda guerra mondiale, la linea cominciò a soffrire per l'obsolescenza degli impianti, aggravata dalla scarsa manutenzione.
Un altro regio decreto, il n. 2100 del 21 novembre 1935, sancì la decadenza della Societa Tramviaria Valenzana dalla concessione della linea che nel 1944 la STV fu posta in liquidazione; l'esercizio della linea fu assunto dalla Società Tramvia Elettrica di Valenza (TRAVA), che tuttavia non possedeva le risorse necessarie all'ammodernamento della linea.
Finita la guerra, la società decise di dismettere l'esercizio tranviario, in favore di un'autolinea. L'ultima corsa del tram fu effettuata il 20 giugno 1947.

## Caratteristiche

### Percorso
| Unknown route-map component "uexKBHFa" |

| Unknown route-map component "uexHST" |

| Unknown route-map component "uexHST" |

| Unknown route-map component "uexHST" |

| Unknown route-map component "uexBHF" |

| Unknown route-map component "uexKBHFe" |

| Unknown route-map component "CONTgq" | Station on transverse track | Unknown route-map component "CONTfq" |

Lasciato il piazzale antistante la stazione, il binario tranviario intersecava la strada per Mortara, per poi impegnare la salita che conduce al centro cittadino.
Oltrepassato il cosiddetto "cantinone", ov'era presente un binario d'incrocio, il centro storico veniva raggiunto in corrispondenza della Porta Casale, superata la quale la tranvia compiva una curva nelle vie cittadine servendo, con altrettante fermate a richiesta, via della Lega Lombarda e via Garibaldi, per giungere infine al capolinea centrale di piazza Vittorio Emanuele (poi piazza XXXI martiri).

## Materiale rotabile
All'apertura, sulla linea erano in servizio due elettromotrici a due assi costruite dalla Carminati & Toselli di Milano, più una rimorchiata con bagagliaio.
All'inizio degli anni trenta venne acquistata dall'ATM di Milano un'ulteriore vettura a due assi, di dimensioni maggiori delle precedenti, con ogni probabilità appartenente alla serie 600.

## Galleria d'immagini

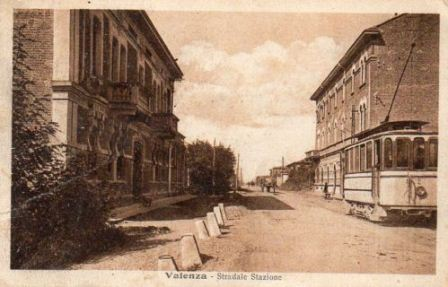
Il lungo viale di collegamento con la stazione (cartolina d'epoca)
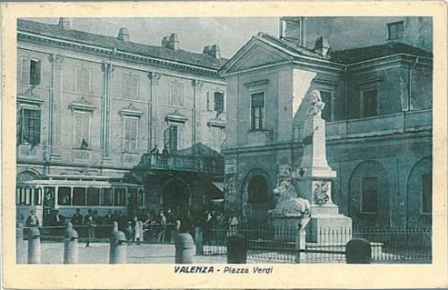
Piazza Giuseppe Verdi, lungo corso Garibaldi (cartolina d'epoca)
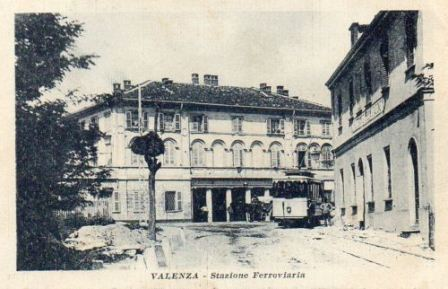
Capolinea davanti alla stazione ferroviaria (cartolina d'epoca)